# نجاح شوية
نجاح شوية هي لاعبة بارالمبية وعداءة تونسية وُلدت في 10 يناير 1988 مصابة بالعمى الخلقي، ومثلت تونس في رياضة ألعاب القوى في دورة الألعاب البارالمبية الصيفية عام 2016 حيث أحرزت الميدالية الفضية في سباق 1500 متر للسيدات ضمن الفئة تي 13.

## المشاركات والميداليات
شاركت نجاح شوية في ثلاث منافسات في بطولة العالم لألعاب القوى لذوي الاحتياجات الخاصة 2006 التي أقيمت في مدينة أسن بهولندا، ففي 4 سبتمبر 2016 احتلت المركز السادس في سباق 200 متر للسيدات بعدما أنهت السباق في زمن قدره 27.12 ثانية، وفي 6 سبتمبر 2016، احتلت المركز الرابع في سباق 100 متر للسيدات بعدما أنهت السباق في زمن قدره 13.42 ثانية، وفي 8 سبتمبر 2016 شاركت في سباق 400 متر للسيدات، واحتلت المركز الثامن بعدما أنهت السباق في زمن قدره 59.92 ثانية.
وفي 10 سبتمبر 2016، شاركت نجاح شوية في دورة الألعاب البارالمبية الصيفية 2016 التي أقيمت في مدينة ريو دي جانيرو في البرازيل، وحصلت فيها على الميدالية الفضية في سباق 1500 متر للسيدات في الفئة تي 13، بعدما أنهت السباق في مدة قدرها 4:30.52 دقيقة لتحتلّ بذلك المركز الثاني بعد مواطنتها التونسية سمية بوسعيد التي فازت بالميدالية الذهبية.
كما شاركت نجاح شوية أيضًا في بطولة العالم لألعاب القوى لذوي الاحتياجات الخاصة لعام 2017 التي أقيمت في لندن في المملكة المتحدة، وتمكنت فيها من إحراز الميدالية البرونزية في ساق 1500 متر للسيدات في الفئة تي 13 بعدما أنهت السباق في زمن قدره 4:46.16 دقيقة، لتحتل بذلك المركز الثالث خلف التونسية سمية بوسعيد صاحبة المركز الثاني، والمغربية سناء بنهمة صاحبة المركز الأول.